# OGame
Az OGame sokszereplős gazdasági, területszerzéses online akciójáték. A német Gameforge szoftvercég alkotta meg 2002-ben, és tartja karban azóta is. Az évek során több mint kétmillió játékos regisztrált rá, Magyarországon 20 ezren játszanak vele. Webböngészővel futtatható.
A játékban minden felhasználónak fel kell építenie a saját bolygóját egy univerzumban (2011 januárjáig 52 univerzum létezik a játék szerverein), és ki kell védenie a többi játékos támadását. A játékosokat az elért pontok alapján rangsorolja a szerver. Egy játékost csak egy vele megegyező, vagy nála alacsonyabb pontszámú másik játékos támadhat meg. Miután a játékos elért egy bizonyos ponthatárt, bárki megtámadhatja az univerzumban. A játék célja a támadások kivédése, és minél több pont összegyűjtése. Ha a felhasználó hosszabb ideig nem akar játszani, „vakáció” üzemmódba állíthatja a bolygót, így nem tudják támadni, de közben nyersanyagot sem termel. A vakáció lehető legrövidebb ideje két nap. A magukra hagyott bolygókat bárki támadhatja, és ezeket ez idő után kitiltják a játékból.